# Ligusticum mairei
Ligusticum mairei är en flockblommig växtart som beskrevs av Minosuke Hiroe. Ligusticum mairei ingår i släktet strandlokor, och familjen flockblommiga växter. Inga underarter finns listade i Catalogue of Life.